# Viaggi di Enrico Wanton
Viaggi di Enrico Wanton alle terre incognite australi, ed ai regni delle scimie e de' cinocefali è un romanzo filosofico-satirico scritto da Zaccaria Seriman e pubblicato a Venezia nel 1749. È ritenuto un precursore della fantascienza italiana per l'impiego di scenari utopici. La narrazione di questo viaggio immaginario, che egli finge "tradotto da un manoscritto inglese", serve all'autore per satireggiare i costumi civili, religiosi e politici dell'Europa settecentesca. La popolarità del romanzo è testimoniata dalle numerose edizioni (la più completa del 1764), anche in spagnolo.

## Storia editoriale

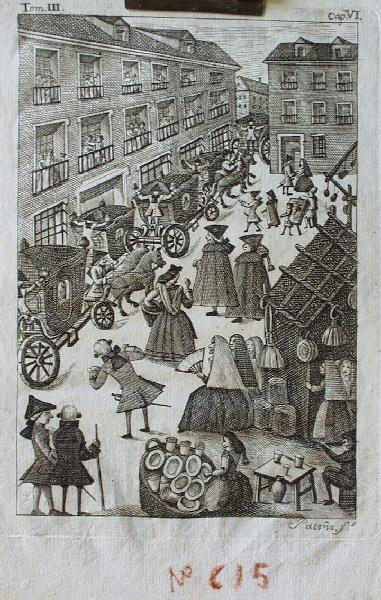
Ajusta Tulipán su viaje para el Real Sitio, incisione di José Patiño tratta dalla prima edizione tradotto in spagnolo Viajes de Enrique Wanton a las tierras incógnitas, Madrid, 1778, tomo III, cap. VI.

Il romanzo uscì per la prima volta a Venezia presso Giovanni Targier nel 1749 in 2 volumi.
Una redazione ampliata in quattro tomi e di 2380 pagine venne stampata dai Remondini (non dichiarati) a Villa di Melma (ora Silea) col falso luogo «Berna» nel 1764, presumibilmente per sfuggire alla censura. Una successiva edizione fu presso lo stampatore londinese Thomas Brewman nel 1772, e altre.
L'edizione critica moderna, a cura di Gilberto Pizzamiglio, fu pubblicata da Marzorati nel 1977. Il testo è nel pubblico dominio e pertanto ha avuto numerose edizioni in eBook.
Il romanzo è stato tradotto in spagnolo nel 1778 e 1831.

## Trama

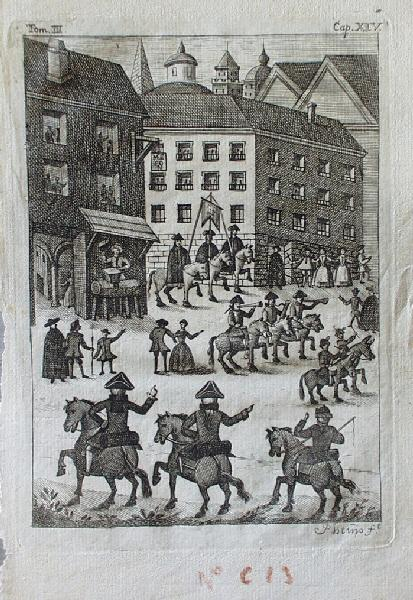
Llegada de Enrique y Tulipán a una Universidad, incisione di José Patiño tratta dalla traduzione in spagnolo Viajes de Enrique Wanton a las tierras incógnitas, Madrid, 1778, tomo III, cap. XIV.

Enrico Wanton, giovane di Londra, si imbarca con l'amico Roberto per esplorare le «terre incognite australi»; la nave fa naufragio e i sopravvissuti approdano su una spiaggia sconosciuta.
I due vengono subito fatti prigionieri da un popolo di scimmie parlanti che li conduce alla capitale del «Regno delle Scimmie», dove gli esseri umani, detti «omini», sono ridotti in schiavitù.
Enrico osserva le istituzioni delle scimmie (tribunali, accademie, feste di corte) e, divenuto segretario del filosofo Talomaco, scopre la natura oppressiva di quella monarchia. Con l'aiuto di alcuni «omini» ribelli fugge nottetempo su una scialuppa insieme a Roberto.
Superate altre prove, i due ritrovano la via del mare, ottengono un piccolo veliero carico di spezie e rientrano infine in patria, decisi a pubblicare il loro manoscritto «per mostrare l'uomo allo specchio degli animali».

## Accoglienza e critica
Giambattista Marchesi definì l'opera «un grande romanzo satirico e filosofico», pur notando la minore verve rispetto a Jonathan Swift. La critica contemporanea ne evidenzia l'intento pedagogico e la solidità della costruzione utopica. Carlo Pagetti, che la definisce parte di una "molto secondaria tradizione fantastico-satirica" italiana, scrive che l'opera "offre una visione satirica non priva di efficacia della società veneziana del tempo".

## Edizioni
- Zaccaria Seriman, Viaggi di Enrico Wanton alle terre incognite australi, ed ai regni delle scimie e de' cinocefali, Venezia, Giovanni Targier, 1749.
- Zaccaria Seriman, Viaggi di Enrico Wanton alle terre incognite australi, ed al paese delle scimie, Napoli, Alessio Pellecchia, 1756.
- Zaccaria Seriman, Viaggi di Enrico Wanton alle terre incognite australi, ed ai regni delle scimie e de' cinocefali, Berna [Villa di Melma, Silea], [Remondini], 1764. vol. 2 vol. 3 vol. 4
- Zaccaria Seriman, Delli Viaggi di Enrico Wanton alle terre incognite australi, ed ai regni delle scimie, e de' cinocefali. Nuova edizione, Londra, Tommaso Brewman, 1772. vol. 2 vol. 3 vol. 4
- Zaccaria Seriman, Viaggi di Enrico Wanton ai regni delle scimie e dei cinocefali, Palermo, Giovanni Battista Gaudiano, 1870.
- Zaccaria Seriman, Viaggi di Enrico Wanton, a cura di Gilberto Pizzamiglio, collana Letteratura utopica, Milano, Marzorati, 1977.
- Zaccaria Seriman, Delli Viaggi di Enrico Wanton alle terre australi, nuova edizione. Vol. 1, Gale Ecco Print Editions, 2010, ISBN 9781140777458.
- Zaccaria Seriman, Viaggi di Enrico Wanton, Charleston, Legare Street Press, 2022, ISBN 9781018728094.

### Traduzioni in spagnolo
- (ES) Zaccaria Seriman, Viages de Enrique Wanton a las tierras incógnitas australes, y al país de las monas, traduzione di Joaquín de Guzmán y Manrique, illustrazioni di José Patiño, vol. 4, Madrid, Antonio de Sancha, 1778.[17]
- (ES) Zaccaria Seriman, Viages de Enrique Wanton al país de las monas, 2ª ed., Madrid, 1831.[18]
- (ES) Zaccaria Seriman, Viages de Enrique Wanton a las tierras incógnitas australes, y al país de las monas, Wentworth Press, 2018, ISBN 9780270781595.